# Martin Majoor

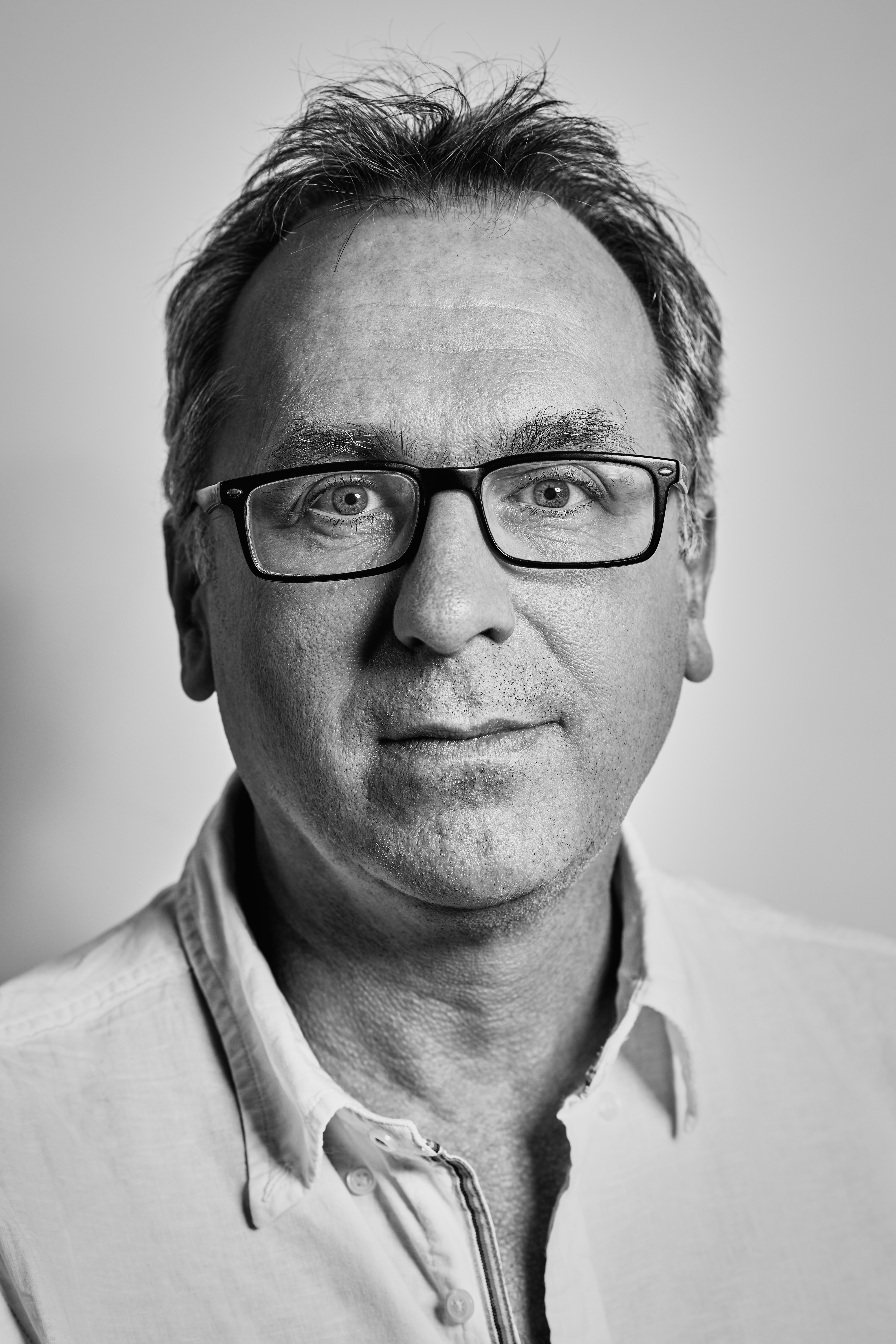
Martin Majoor, 2018

Martin Majoor (Baarn, 14 oktober 1960) is een Nederlands letterontwerper en grafisch ontwerper, en was enige tijd docent typografie aan de Hogeschool voor de Kunsten in Arnhem en in Breda.

## Biografie
Martin Majoor is sinds midden jaren tachtig actief als letterontwerper. Nog tijdens zijn studie aan de Hogeschool voor de Kunsten in Arnhem (1980-1986) liep hij een werkstage bij het Hamburgse bedrijf URW, waar hij in de gelegenheid werd gesteld met het eerste digitale fontsysteem IKARUS te werken. Serré uit 1984 was het resultaat, zijn eerste (nooit uitgegeven) gedigitaliseerde letterontwerp en tevens zijn afstudeerproject. In 1986, direct na zijn studie, was hij werkzaam als typografisch ontwerper bij Océ-Nederland, op de afdeling Research & Development. Daar deed hij onderzoek naar nieuwe technieken op het gebied van beeldscherm-typograﬁe. Voor de productie van digitale lettertypen voor laserprinters volgde hij een korte opleiding bij Bitstream in Boston.
Na zijn vervangende dienstplicht bij Muziekcentrum Vredenburg in Utrecht, begon Majoor vanaf 1990 als zelfstandig letterontwerper en boektypograaf. Hij ontwierp sindsdien een aantal grote letterfamilies en tientallen boeken en boekomslagen. Verschillende van zijn boekontwerpen zaten bij de Best Verzorgde Boeken. Hij schreef artikelen voor vaktijdschriften zoals Items, 2+3D, Eye Magazine en TPG tipoGráfica.
Van 1990 tot 1995 doceerde Majoor typografie aan de Hogeschool voor de Kunsten in Arnhem en in Breda. Hij gaf lezingen op ATypI/Typelab-conferenties in Boedapest, Antwerpen, Parijs, San Francisco, Barcelona, Den Haag en Praag, op TypoBerlin (2002 en 2005) en tijdens andere evenementen in Lure-en-Provence (Rencontres Internationales de Lure 1996), Leipzig (TypoTage 2004), Warschau, Katowice, Stockholm, Hamburg, Caen, Wenen en Dortmund. Hij gaf workshops in Amsterdam (Gerrit Rietveld Academie), Stuttgart (Merz Akademie) en Warschau. Zijn werk was vertegenwoordigd op tentoonstellingen in onder meer Amsterdam, Rotterdam, New York, Paris, London, Manchester, Berlin, Helsinki, Barcelona, Bologna en Ontario. Sinds 1997 werkt Majoor als grafisch ontwerper en letterontwerper in zowel Arnhem als Warschau.

## Letterontwerpen

Voorbeeld van FF Scala

Voorbeeld van FF Scala Sans

### FF Scala en FF Scala Sans
In 1988 begon Majoor als grafisch ontwerper bij Muziekcentrum Vredenburg in Utrecht. De ontwerpafdeling van deze concertzaal gebruikte als een van de eersten in Nederland een Apple Macintosh voor de productie van het drukwerk. Het feit dat de slechts 16 lettertypen die destijds voor de Macintosh beschikbaar waren niet beschikten over uithangende cijfers, kleinkapitalen en ligaturen deed toenmalig hoofdontwerper Jan Willem den Hartog besluiten Majoor uit te nodigen om een letterontwerp speciaal voor Vredenburg te maken. Het resultaat was Scala, een van de eerste Macintosh-fonts met al deze toevoegingen.
In 1991 werd hij door Erik Spiekermann, de oprichter van FontShop International in Berlijn, gevraagd om FF Scala als eerste serieuze tekstletter van het FontFont-label uit te brengen. In 1993 werd ze uitgebreid met een schreefloze versie, de FF Scala Sans. De schreef- en schreefloze versie zijn aparte lettertypen, maar ze volgen hetzelfde vormprincipe en vullen elkaar aan. De Scala-familie is met succes gebruikt over de hele wereld.
FF Scala Jewels, een set van vier decoratieve letters, werden ontworpen in 1996. In 1998 werd de Scala-familie uitgebreid met 13 nieuwe versies, zoals Scala Sans Light, Scala Sans Black en verscheidene smalle versies. FF Scala Hands bevat een aantal handjes ('printer's fists' of 'manicules', gebaseerd op een ontwerp uit 1933 van de Amerikaanse typograaf Bruce Rogers.

### Telefont
In 1994 werden Martin Majoor en Jan Kees Schelvis gevraagd een nieuwe Telefoongids voor PTT Telecom (tegenwoordig KPN) te ontwerpen. Majoor ontwierp niet alleen de typografie van het binnenwerk van het telefoonboek maar ook (en misschien belangrijker) ontwikkelde hij er het nieuwe schreefloze lettertype Telefont voor. Fred Smeijers, medestudent, collega en vriend, assisteerde Majoor met de technische uitvoering.
Er zijn twee versies van Telefont gemaakt: Telefont List is een echt 'werkpaard' voor de klein gezette, automatisch gegenereerde namenlijsten van het binnenwerk, en Telefont Text voor het informatiegedeelte voorin, compleet met kleinkapitalen en uithangende cijfers. "Het meest gebruikte lettertype heeft de minste mogelijkheden, het minst gebruikte lettertype heeft de meeste mogelijkheden."

### FF Seria
Majoors derde grote letterfamilie, FF Seria, werd uitgebracht in 2000. Hij bestaat uit een schreef- en een schreefloze versie. De eerste schetsen voor Seria ontstonden in de trein van Berlijn naar Warschau in de zomer van 1996, op enkele servetten uit de restauratiewagen.
In zijn proporties is Seria duidelijk een boekletter. De lange stokken zijn opmerkelijk voor hedendaagse begrippen. Ze zetten Seria onmiddellijk neer als een letter die zou moeten worden gebruikt voor grote hoeveelheden tekst. Majoor noemt Centaur en Trinite als indirecte invloeden op de verhoudingen binnen Seria, maar verder zijn er niet veel overeenkomsten.
Net als in Scala zijn de details in Seria vaak vernieuwend en verrassend, maar het effect in de kleine korpsen is door en door harmonieus. Majoor beschrijft het idee achter Seria's ongewone rondingen (bv. de binnenvorm van de 'o' of de boog van de 'n') als 'bewust onregelmatig' (hij schrijft dit woordgebruik toe aan de letterontwerper Bram de Does van de Trinité). Het klassieke voorbeeld van deze bewuste onregelmatigheden kan in het werk van de Amerikaanse letterontwerper William Addison Dwiggins worden gevonden, maar Majoor lijkt een expert op dit vlak in de digitale uitvoering. En dit is een geval waarbij één optekening voor alle korpsgrootten goed werkt: "Je kunt de details niet zien in de kleine corpsen, maar misschien kun je ze wel voelen" zegt Majoor hierover. Dit wordt duidelijk gedemonstreerd bij het sterk uitvergroten van de letters.
In 2001 werd de FF Seria-familie bekroond met een Certificate of Excellence van de ISTD International TypoGraphic Awards 2001 in Londen en een Certificate of Excellence in Type Design van de ATypI Type Design Competition 'Bukva:raz!' in Moskou.
In 2006/2007 werkte Majoor samen met Pascal Zoghbi aan Sada, een Arabisch tegenhanger van Seria in Naskh-stijl. Het werd gepubliceerd in het boek Typographic Matchmaking, een project dat vijf Arabische en vijf Nederlands letterontwerpers samenbracht die samenwerkten in het ontwerpen van een goede Arabische versie voor een bestaand westers lettertype. De ontwerpers werden onderverdeeld in vijf koppels: Gerard Unger & Nadine Chahine, Martin Majoor en Pascal Zoghbi, Lucas de Groot & Mounir Al Shaarani, Peter Bilak & Tarek Atrissi en Fred Smeijers & Lara Assouad Khoury.
In 2009 ontwierp Pascal Zoghbi de FF Seria Arabic – een verbeterde versie van Sada – als het eerste Arabische lettertype in de FontFont bibliotheek. De Regular en Bold zijn tekstletters, de Light is zowel display- als tekstletter, terwijl de Black louter een displayletter is.

### De FF Nexus-familie
In 2004 kwam Majoors Nexus-familie op de markt als eerste tekstletter in het OpenType-format die FontShop International uitgaf. Nexus is een familie van drie lettertypen die zijn gemaakt vanuit hetzelfde vormprincipe. De drie versies Nexus Serif, Nexus Sans en Nexus Mix (een slab serif) sluiten daardoor allemaal op elkaar aan. (Nexus is het Latijnse woord voor 'verbinding').
FF Nexus begon als een alternatief voor FF Seria, een lettertype dat Majoor vijf jaar eerder had ontworpen. Seria heeft enkele krachtige kenmerken, zoals extreem lange stokken en staarten en een rechtopstaande cursief. Majoor begon aan een alternatieve versie van Seria, met kortere stokken en staarten. Maar al snel werd dit ontwerp uitgewerkt tot een nieuw lettertype, met tal van veranderingen in de verhoudingen en in detail en met een hertekende cursief. Het resultaat was een werkpaard zoals FF Scala, met kleinkapitalen in alle gewichten, vier verschillende soorten cijfers en ligaturen.
Logischerwijze ontstond FF Nexus Sans direct uit de schreefversie van Nexus, met identieke eigenschappen. Maar Majoor ontwikkelde ook een derde familielid: FF Nexus Mix, een slabserif of egyptienne die op zijn beurt gebaseerd was op Nexus Sans. De toevoeging van het woord "Mix" in de naam is gebaseerd op het idee dat een slabserif een echt mengeling is van een schreefloze en een schreefletter.
Naast Nexus Cursief, zijn er twee sets van elegant getekende sierkapitalen en twee sets van sier-uiteinden. Een andere uitbreiding is een 'monospaced' of schrijfmachineversie in vier gewichten.
In 2006 won FF Nexus de eerste prijs bij de 'Creative Review Type Design Awards', in de categorie Tekst-Families.

## Boekontwerpen
Naast zijn werk als een letterontwerper heeft Martin Majoor altijd gewerkt als boektypograaf en grafisch ontwerper. "Het is mijn overtuiging dat je geen goede letterontwerper kan zijn als je niet een boektypograaf bent."
Hij ontwierp een aantal boeken voor Nederlandse uitgevers zoals Bunge, Nijgh & Van Ditmar, L.J. Veen, Vrij Geestesleven en Elsevier. Drie keer werden zijn boekontwerpen geselecteerd bij de Bestverzorgde Boeken, meer voor de typografie van het binnenwerk dan voor de omslagen.
Een van deze best verzorgde boeken was 'Adieu æsthetica & mooie pagina's!', gepubliceerd in 1995 als catalogus voor de tentoonstelling J. van Krimpen en het Schoone Boek. Letterontwerper & Boekverzorger 1852-1958 in het Huis van het Boek/Museum Meermanno-Westreenianum in Den Haag en in de 'American Institute of Graphic Arts' (Aiga) in New York (1995). In het boek was Majoor de eerste die gebruik maakte van de digitale versie van Jan van Krimpens lettertype Romanee (oorspronkelijk gesneden in 1928 voor lettergieterij Joh. Enschede), die in 1991 was gedigitaliseerd door Peter Matthias Noordzij en Fred Smeijers voor de Enschede Font Foundry (TEFF).
In 2010 schreef hij, samen met de Franse typograaf Sebastien Morlighem, een boek over het werk van de Franse letterontwerper José Mendoza y Almeida.
Van 1999 tot en met 2010 was Majoor grafisch ontwerper voor het Warschauer Herfst Festival, het grootste internationale festival van hedendaagse muziek in Polen. Voor de programmaboeken gebruikte Majoor zijn eigen lettertype Seria.

## Prijzen
- 1994 - Aanmoedigingsprijs Grafische Vormgeving 1994. Amsterdam Fonds voor de Kunst, voor de Scala-familie.
- 1995 - Prijs Bestverzorgde Boeken 1995 voor “Adieu æsthetica & mooie pagina’s!” over leven en werk van Jan van Krimpen.
- 2001 - Prijs International Typographic Awards in Londen voor de Seria-familie.
- 2001 - Prijs ATypI Type Design Competition Bukva:raz! in Moskou voor de Seria-familie.
- 2006 - Prijs Creative Review Type Design Award voor de Nexus-familie in de categorie Text-Families.